# Ед Черкевич
Адольф (Едвард) "Ед" Черкевич (англ. Adolph "Ed" C. Czerkiewicz, 8 липня 1912, Вест-Ворік — 1946) — американський футболіст, що грав на позиції захисника, зокрема, за клуби «Потакет Рейнджерс» та «Нью-Йорк Американс», а також національну збірну США.

## Клубна кар'єра
У футболі дебютував 1933 року виступами за команду «Потакет Рейнджерс», в якій провів два сезони. 
Своєю грою за цю команду привернув увагу представників тренерського штабу клубу «Нью-Йорк Американс», до складу якого приєднався 1935 року. Відіграв за команду з Нью-Йорка наступний сезон своєї ігрової кар'єри.
1936 року уклав контракт з клубом «Бруклін Селтік», у складі якого провів наступні п'ять років своєї кар'єри гравця. 
1941 року перейшов до клубу «Потакет Рейнджерс», за який відіграв 1 сезон. Завершив професійну кар'єру футболіста виступами за команду «Потакет Рейнджерс» у 1942 році.

## Виступи за збірну
1934 року дебютував в офіційних матчах у складі національної збірної США. Протягом кар'єри у національній команді провів у її формі 2 матчі.
У складі збірної був учасником чемпіонату світу 1934 року в Італії, де зіграв проти господарів (1-7).